# Switschkarewe
Switschkarewe (ukrainisch Свічкареве; russisch Свечкарево Swetschkarewo) ist ein Dorf in der ukrainischen Oblast Poltawa mit etwa 466 Einwohnern (2021).

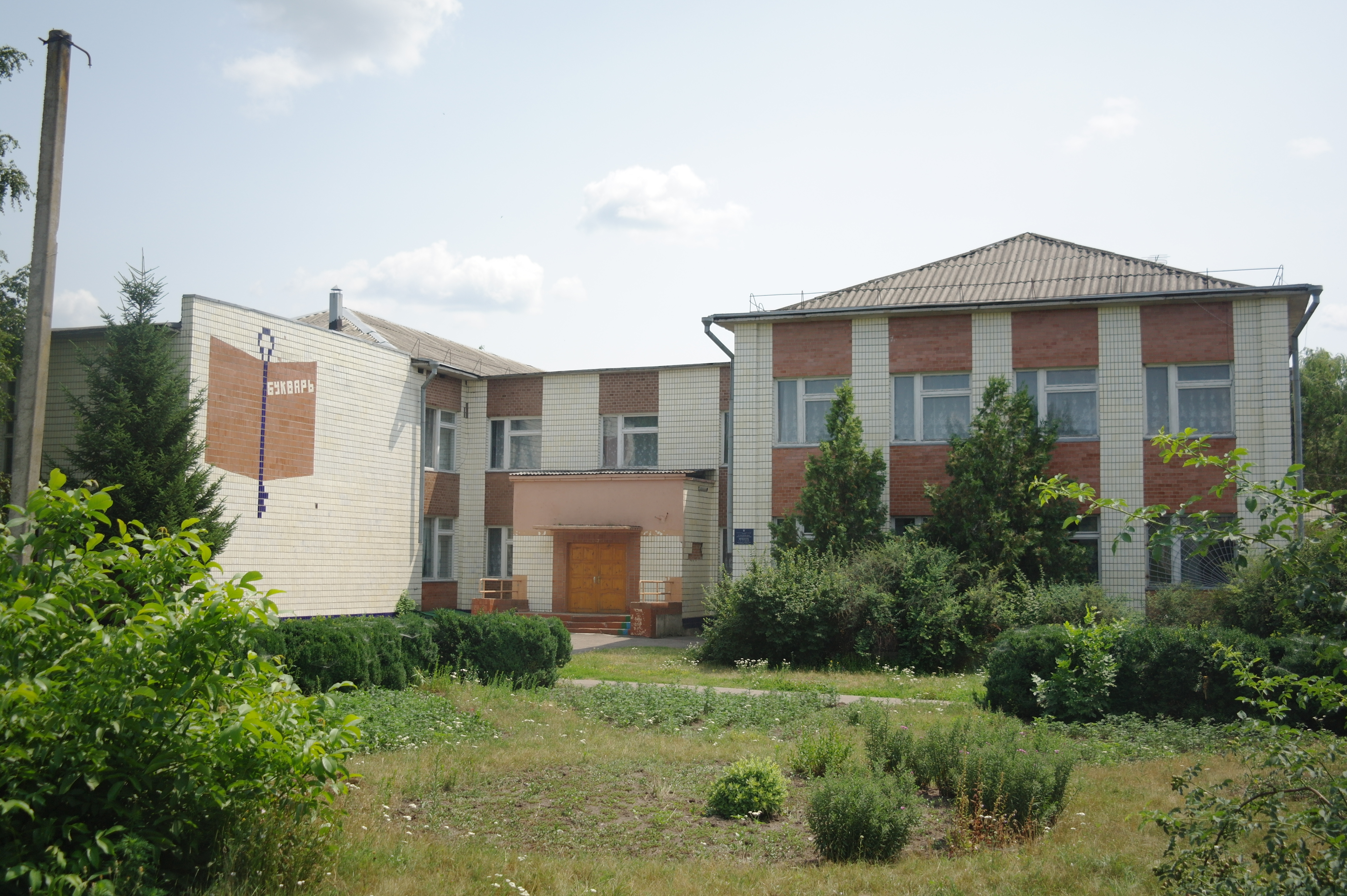
Schule im Dorf

Switschkarewe liegt auf einer Höhe von 126 m in drei Kilometern Entfernung zum rechten Ufer des Welykyj Kobeljatschok (Великий Кобелячок), einem 29 km langen Nebenfluss der Worskla, 6 km nordwestlich vom ehemaligen Gemeindezentrum Markiwka, 25 km nordwestlich vom ehemaligen Rajonzentrum Kobeljaky und etwa 60 km südwestlich vom Oblastzentrum Poltawa.
Durch das Dorf verläuft die Fernstraße N 31 (Regionalstraße P–52).
Am 12. Juni 2020 wurde das Dorf zum ein Teil neugegründeten Siedlungsgemeinde Bilyky bis dahin war es ein Teil der Landratsgemeinde Markiwka (Марківська сільська рада/Markiwska silska rada) im Norden des Rajons Kobeljaky.
Am 17. Juli 2020 kam es im Zuge einer großen Rajonsreform zum Anschluss des Rajonsgebietes an den Rajon Poltawa.